# 島本須美
島本 須美（しまもと すみ、本名：越川 須美〈こしかわ すみ〉、1954年〈昭和29年〉12月8日 - ）は、日本の声優、女優、ナレーター。高知県高知市出身。フリー。

## 来歴
現在はフリー、かつては劇団青年座映画放送部、劇団青年座、青二プロダクション、大沢事務所に所属していた。

### 生い立ち
子供の頃は、俳優などには少しも憧れておらず、水泳や陸上が得意であったことから、「体操の先生になりたい」と思っていた。
小さい頃は『鉄腕アトム』から『鉄人28号』、『スーパージェッター』、『エイトマン』などを見ており、アトム役を演じていた清水マリは神様のように思えたという。
幼少期から活発な性格で、夏休みなどは近所の男の子と一緒に毎日川で朝から晩まで遊んでいた。スポーツが得意で、スポーツ大会などで学校代表になり、体操などで皆の前に立ち、模範演技をしたりしていた。音楽なども得意だったが、勉強に関しては活発ではなく、あまり成績が良くなかったという。中学では当初はバスケットボール部に入部していたが、腕を骨折してしまい、休んでいた間にバスケットボールへの熱が冷めてしまい、その時に声をかけられて体操部に所属し、新体操に励む。一方で文学的なもの、演じることには興味を感じていなかったという。テレビや映画は2009年時点でも好きだが、当時は日本中がテレビに熱狂していたことからその頃から好きであった。しかし、テレビの中の世界には憧れはあってが、自分自身が「それに出よう」と考えたことはなかった。学生運動などがあったりする時代だったため、そういった意味ではテレビからも色々な影響を受けた、多感な時代だったかもしれないという。
高校卒業後は就職するつもりだったため、高知商業高校に進学したが、体操部がなく演劇部へ入部。
部を決めるにあたり、入学したばかりの時の体力測定でソフトボール投げの記録が良かったため、ソフトボール部の顧問の先生がスカウトに来た。「島本なら絶対日本一になれるから」と2回も家まで訪問してくれたが、島本の中では演劇部に決めていたため断った。その時、その先生が「ソフトボールをやっていい成績を残せば、就職に困らないぞ。演劇部に入っても就職にはあまりいいことないのだから」と言われたことが心に残っていた。自分が演劇の道を選択するかどうか考えていた時には、繰り返し繰り返しその言葉が浮かび、卒業後にその先生と話をする機会があったためそのことは伝えていた。その言葉を思い出し、「なにくそ」と思えたことから、頑張れたような気がしていたという。
当時の演劇部は女子の多い15人ぐらいの部活で楽しく、最初の発表会は文化祭で、高校1年生で主役を貰った。その時の部長に、「あなたは眼の輝きがいいから」と褒められたため、その気になったのかもしれないという。学校の演劇では、上級生が役柄上自然と老いた役を受け持つことが多かったため、若い主役を貰えたかもしれないという。
演劇部を続けて上級生になるごとに自分が演目選びや演出などに関わるようになり、自分たちで舞台を作っていく立場になっていったため、面白く感じていた。その後部長を務め、高校3年生の時に演劇コンクールに参加して、ある作品を上演した。審査員として来ていたその作品の原作者が最後に「僕のこの作品のこの役を演じてくれた人の中で1番良かった」と誉めてもらったことが嬉しくなり、これをきっかけに俳優を目指す。
高校時代から各地方にもあった芝居を見るための団体の会員になり、俳優座、文学座、青年座、劇団民芸と大手劇団の舞台を観に行っていた。地方だったことから、演劇に対する予備知識がほとんどなく、観劇できる劇団以外は無知で観劇したそのプロの劇団に憧れ、「そこに入りたい」という想いを馳せていたという。
俳優座を受験するため、上京して桐朋学園芸術短期大学演劇科の8期生として進学。短大時代の同期生に高畑淳子がいる。
「やりたいことはやりなさい」という家庭だったため、両親は「好きなことをやりなさい」と応援してくれたという。
当時は舞台女優になりたい思いでいっぱいで、テレビや映画に出演したいという欲は全くなかったという。桐朋学園在学中の外部出演は絶対に認めないという姿勢であったため、チャンスはいつ何処にあるかわからないが、自身は不器用な性格のため、ある程度規則に縛られていたほうが安心だったのかもしれないという。
短大時代はアルバイトもせずに学業に専念していたが、貧しかったことから「今週は20000円で暮らさなきゃ」ということもあった。短大時代は、カリキュラムが詰まっており、次回までにやらなければいけない課題も多くて大変だったという。
その頃、上京するまでは無知だったアングラ演劇に夢中になり、大学卒業後はこちらの方向へと考えるようになり、既製の劇団ではやりたいことが見つけられなかったため、「自分たちで、劇団を作ろう」とも考えていた。当時は振付師の竹邑類が行っていた劇団「ピーターズカンパニィ」が一番好きであった。また六本木の自由劇場で観ていた舞台は、魅力的であったという。
在学中に知り合えたプロの劇作家、プロの演出家に協力してもらい、結成を試みるが、延々と演劇論を戦わせているばかりであり、何も決められなかった。そのプロの人物達が「お前たちは何をやっているんだ」と去られてしまい、劇団名も決まらず、1本の舞台も行わないまま終わっていたという。プロの人物の中に、島本が好きだった自由劇場の開設に関わっていた人物もおり、島本たちに第二の自由劇場を期待してくれていた。しかし、貪欲さが足りず、おのおのが用意してくれるのを待っているような感じで「とりあえず動いてみよう」という人物がおらず、それに応えることができなかった。「グランドミュージカルのようなものもやってみたい」と思ったが、ある人物は「やりたくない」と言っており、島本自身も段々とそういうものについていけなくなってしまった。
その間、古典の人形劇をしていた団体の人物から誘いがあり、吉田日出子、斉藤晴彦なども参加していた人形と生身の人間が対話するような舞台には出演していた。
桐朋学園大学の講師の妻が前述の清水マリで、職業としての声優は知っていたが、当時は舞台女優を目指していたことから、声優の仕事をすることになるとは思っていなかったという。
大学時代に苦手だった教科は個別でいうと、マイム、クラシックバレエ、身体が固かったため日本舞踊も苦手であった。出されたテーマに応えなければならないことが不得手であったことから、宿題全般をこなすのが大変であった。得意なものは体育で、授業でも特に舞台に立つ事を意識していたため、大きな声を出せないと、舞台に立てないことから発声や滑舌はしっかりしていたと語る。
大学卒業時の進路について両親には上手く説得できたといい、割と理解を示してもらえた。同時に「5年間だけ仕送りしてください。それまでに何とかして見せるから」と時間を区切りお願いしておりダメだったらとは考えていなかったという。
卒業後は大学時代に講師をしていた劇団青年座の演出の人物に劇団青年座に誘ってもらい、劇団青年座に入団し、劇団のオーディションを受けて、劇団員になる。

### キャリア

#### 女優として
青年座に入団してから一番最初に、初井言榮の付き人を経験。初舞台は、1977年4月PARCO劇場の舞台『春のめざめ』のヒロインのヴェンドラ役。ヒロインを演じたことは光栄で、自分の自信にもなった。公演興行的には決して成功した舞台ではなく、出来もあまりよくなかったかもしれないが、役者として舞台に立っていることだけで幸せであったという。
青年座では、入団した年の冬の公演から出演し、佐藤B作主宰の劇団東京ヴォードヴィルショーの公演にもゲスト出演していた。2つの舞台を作っていく方法がまるで違ったため、不器用だったこともあり、当初はかなり苦労していた。新人のために各種手伝いなどもしていたため、一杯一杯であったという。東京ボードビルショーの公演にもゲスト出演していた時は、やりながらアドリブで台詞を作っていく形の台本であったため、言葉を知らない上に、やり方がわかなかったことからボケしかできない感じであったが、楽しかったという。
活動初期は『花神』、『マー姉ちゃん』等のテレビドラマに出演していた。

#### 声優として
その頃、声の仕事をしていた先輩に「遊びに来ないか」と誘われて、現場で「一声出してみないか」と言われて、声を出していたところ「今度オーディションあるから受けてみる？」というような流れで声優としての活動を始める。
1979年2月17日放送の『ゼンダマン』第3話、「エデンの園だよ!ゼンダマン」のゲストキャラクターのイブ役で声優デビューを果たす。同年4月スタートの『ザ☆ウルトラマン』ではヒロインの星川ムツミを演じて初レギュラーとなった。多くの文献や本人プロフィールなどでは、この作品がデビュー作とされており、実際にオーディションに合格して声優デビューが決まったのもこちらが先だった。『ゼンダマン』のゲストは『ザ☆ウルトラマン』の演出家から出るように言われたものである。
初めてのアフレコの時は舞台的な発声だと声が通り過ぎてしまうなど、その距離感の問題が大変だった。台本と画面を同時に見て、台詞を喋ることにも苦労しており、失敗を引きずったりはできず、一言だけの台詞の場合なども、待っている間のプレッシャーがかなりあったという。周囲は先輩ばかりで、現場のルールもわからず、超本気で大きな声でセリフの稽古をしていた。
新人だった頃、劇団にマネージメント料を払わなければならず、レギュラー1本ではアルバイトをしなければ無理で、『風の谷のナウシカ』の頃もアルバイトはしていた。当時はパーティーコンパニオンのアルバイトをしていた。
当時の青年座は、西田敏行が売り出しており、声の仕事には力を入れておらず、声の仕事専門のマネージャーもいないため、『ザ☆ウルトラマン』の収録終わりで次の現場に移動しなくてはいけなかった。その時、声優事務所のマネージャーが「須美ちゃん、そろそろ（時間だから）出たほうがいいよ」と言うなど、それくらいほったらかしだったという。
これを機に声優業が増えていき、同年12月公開の劇場用アニメ『ルパン三世 カリオストロの城』でゲストヒロインのクラリスを演じた。
『ザ☆ウルトラマン』終了後は、収録日を絶対動かすことがなく、旅公演のある舞台公演ができなくなり、舞台の仕事を優先するためレギュラーの声優の仕事は断り、1980年から1982年にかけて日本全国の地方の中学校をまわる学校公演ミュージカル『ブンナよ木からおりてこい』『ある馬の物語』に参加した。
1983年4月から『スプーンおばさん』のルウリィ役で再びレギュラーの声優の仕事を受けるようになり、1984年の『風の谷のナウシカ』、1985年の『小公女セーラ』、1986年の『めぞん一刻』、『オズの魔法使い』、『Oh!ファミリー』でそれぞれヒロインもしくは主人公を演じ、人気を博す。
私生活では、1984年12月に青年座の後輩で7歳下の、お笑いコンビ・ちびっこギャングの越川大介と結婚、長女で声優の越川詩織との三人家族である。
1986年には『めぞん一刻』で演じたヒロイン・音無響子名義でシングル「予感」をリリースし、翌1987年には2枚目のシングル「メロディー」と、アルバム「恋するKI・MO・CHI」をリリースした。
アニメ雑誌『アニメージュ』主催のアニメグランプリでは、1984年の第7回と1987年の第10回、1988年の第11回で、女性声優部門1位を獲得。また1985年と1986年、1989年でも2位に輝いた。
1980年代後半以降は『キテレツ大百科』のキテレツのママ、『それいけ!アンパンマン』のしょくぱんまんなど、ヒロイン以外の役柄での出演が多くなり、役の幅を広げていく。しょくぱんまん役のオーディションの話が来た時は驚いていた。『キテレツ大百科』は前述の通り、島本が母親になった途端に母親役がまわってきたという感じであったという。しょくぱんまん役は現在まで続いているので、持ち役の中で最も演じている期間が長い。
1990年代以降は母親役を演じることが多くなる。OVA『ジャイアントロボ THE ANIMATION -地球が静止する日』ではヒロインの銀鈴役を担当する。なお、銀鈴を主人公としたスピンオフ作品も複数作られている。
1997年からは『名探偵コナン』で主人公・江戸川コナンこと工藤新一の母親・工藤有希子を担当。しょくぱんまん役に次いで担当期間が長い持ち役となっている。

### 現在まで
業界に入り30年以上が経っているが、その割には「出演作が少ない」と語っており、本人が言うには「主演作やメインレギュラーのインパクトでキャリアを印象づけた」とのこと。
2012年に長女の越川詩織が、島本がレギュラー出演している『それいけ!アンパンマン』で声優デビューしている。
2010年頃にはプロ・フィット声優養成所の専任講師の1人となり基礎講座の講師として活動中。
2014年からはS&S Entertainment Schoolの声優・演劇コースにて、講師として活動中。
2017年1月9日、テレビ朝日にて放映された『人気声優200人が本気で選んだ!声優総選挙!3時間SP』で第25位に選ばれる。同年3月、第11回声優アワードで高橋和枝賞を受賞。
2022年にプロ・フィットが廃業し、声優養成所をラクーンドッグに譲渡したため講師を辞職し退社。

## 人物・エピソード
演じるキャラクターは、お姫様、母親、先生の3系統に大きく分けられている。色々なキャラクターを演じてきたが、昔からあんまり器用な声優でもなく、上手いという役者でもなかった。素人っぽさが当初の売りだったのかもしれず、2016年時点では少しは上手くなったと語る。
舞台をしていた頃は、無意識のうちに自分の身体を見せるということが前提での演技をしていた。声優としての仕事が中心になってからは、身体の動きそのものも台詞の中に込めてしまうということを無意識にするようになったという。
声優を始めた当初は演じているのは私であるが私ではない私、キャラクターに導入していく部分などの区別が出来ず苦労していたという。
劇団時代は仕事を待つのが辛く、アルバイトもしていたが、「いつ仕事が来てもいい状態にして、モチベーションを上げつつ、待つ」というのは結構大変だった。その時、モチベーション維持のために、近くにあった代々木公園で、劇団の先輩と一緒に走ったりして体力作りをしていた。終えた後に先輩に付き合わされ、麻雀に行ったりしていた。
青野武と現場で共演していた時、「古文書」を「こぶんしょ」と読んでいたところ、「須美ちゃん、ここは〝こもんじょ〟のほうがカッコいいよ」とさりげなく教えてくれたという。
先輩の芝居を聴いているだけで勉強させてくれることも多かった。『ザ☆ウルトラマン』の時は、最初からレギュラーで、紅一点だったこともあり、富山敬をはじめ、滝口順平、兼本新吾、森川公也といった先輩たちに可愛がられた。またそんななか、千葉繁がおり、よく話をしていたという。
3きょうだいの長女で妹、弟がいる。

### 宮崎駿との繋がり
1979年放映開始の世界名作劇場シリーズ『赤毛のアン』の主役のアンのオーディションの最終選考まで残り、結果は山田栄子に決まった。しかし、レイアウトと場面設定スタッフとして名を連ねていた宮崎駿が島本の声に感銘を受け、指名で『ルパン三世 カリオストロの城』のオーディションに参加、結果クラリス役に抜擢されたという逸話がある。
この『カリオストロの城』を皮切りに、島本は宮崎の作品に多数出演することになり、新『ルパン三世』の最終話では小山田真希を演じ、『風の谷のナウシカ』では自主的にオーディションに参加し主人公のナウシカ役を獲得。またクシャナ役の榊原良子と2人だけでオーディションを受けていたという。
『風の谷のナウシカ』自体もファンから「『風の谷のナウシカ』がアニメ化されたら是非ナウシカをしてください」と原作を教えてくれて以来ファンで、原作を読み続けており「ずっとやりたい」と思っていたという。高校生の頃からジャンヌ・ダルクに憧れており、ナウシカにジャンヌ・ダルク的なところがあるような気がしていた。オーディションの話が来た時にも、「ぜひやりたい」と思ったという。この作品出演以降、オーディションのオファーをくれる機会が増えて、アニメのレギュラーと舞台の両立が可能なことを知ったため、テレビアニメのレギュラーも受けるようになったという。
『風の谷のナウシカ』の時は下手でオンエアを劇場で観て恥ずかしく、終了と共に逃げるように帰ってきたという。経験の少ない島本が一生懸命しているその素人っぽさを宮崎は計算のない初々しさと捉えてくれたのかもしれないという。
他には、『となりのトトロ』では当初サツキ役でオーディションに臨むも母親役に決まり、『もののけ姫』ではトキを演じた。
『もののけ姫』では、宮崎から20回ものリテイクを出され、島本自らも1回リテイクを申し出るなど苦戦の連続であった。宮崎が声優を専業以外からの起用にシフトしたため、『もののけ姫』を最後に宮崎作品には出演していない。
『ルパン三世』のクラリスについては、劇場公開時よりもテレビでオンエアされた際に多大な反響があったらしく、劇団に沢山のファンレターが送られてきたという。その時のファンレターの数は西田敏行よりも多かったとされる。そのため、劇団のスタッフ方々から「須美、これは大事にしなきゃ駄目だよ」と言われ、「物凄い数のファンレター1人1人に返事を書きまくっていた」と語っている。一番好きなクラリスのセリフとして、ラストの「私も連れてって!　泥棒はまだできないけど、きっと覚えます。私、私、お願い、一緒に行きたい!」を挙げている。
2016年には、宮崎駿作品に出演したことが、仕事を続けていられる理由だと語っている。

### テレビアニメのレギュラー番組での初主演
世間的にはテレビアニメのレギュラー番組での初主演は『小公女セーラ』と認識されているが、実際には『オズの魔法使い』の方が先だったとのこと。放送スケジュールが決定しないまま全52話分の収録を済ませていた。

## 出演
太字はメインキャラクター。

### テレビドラマ
- 大河ドラマ（NHK）
  - 花神（1977年） - お竜 役
  - べらぼう〜蔦重栄華乃夢噺〜（2025年） - たか 役[42]
- 特捜最前線 第63話「痴漢・女子大生被害レポート!」（1978年、テレビ朝日） - 中井純子 役
- 西遊記 第1期第22話「快楽（けらく）の館 悟浄白骨の恋」（1978年、日本テレビ） - 美宝 役
- コメットさん 第2シリーズ 第27話「やさしい男と女たち」（1978年、TBS）
- 連続テレビ小説（NHK）
  - マー姉ちゃん（1979年） - 喜多川茜 役
  - あんぱん 第8話（2025年4月9日） - 大出加子 役[43]
- Gメン'75 第226話「電話魔」（1979年、TBS） - 婦警A（ミニパト運転担当）
- 銀河テレビ小説 太郎の青春（1980年、NHK） - 村松節子 役
- ウルトラマン80 第4話「大空より愛をこめて」（1980年、TBS系列） - スーパーの姉・広子 役
- 池中玄太80キロ 第2シリーズ1話（1981年、日本テレビ） - 客室乗務員 役
- 火曜サスペンス劇場「バレンタインデー殺人事件」（1984年、日本テレビ）
- 勝手に!カミタマン 第48話「これが噂の佃煮マン!」（1986年、フジテレビ）
- タイガー＆ドラゴン 第7話（2005年5月27日、TBS） - 響子の声 役[44]
- 悪女（わる）〜働くのがカッコ悪いなんて誰が言った?〜（2022年、日本テレビ） - ナレーション
- 星新一の不思議な不思議な短編ドラマ　処刑（2022年、NHK BS4K・BSプレミアム） - 声の出演

### 映画
- 泥だらけの純情（1977年、東宝） - 高野香苗 役
- 天平の甍（1980年、東宝）
- テラ戦士ΨBOY（1985年、東映） - BOYの声 役
- 時には昔の話を/森山周一郎 声優と呼ばれた俳優（2022年、ベルジネ・タレント・エージェンシー）[45]

### 舞台
- 春のめざめ（1977年、パルコ / 立動舎）
- コンソメスープ昭和風（1977年、1978年、青年座） - 陸軍中将 役
- 肥前松浦兄妹心中（1978年、青年座） - 倭子 役
- 謀殺（1978年、青年座） - 唱舞隊 役
- 女たちの招魂祭（1979年、青年座） - 若い妻 役
- ブンナよ、木からおりてこい（1980年、青年座） - 子がえる3 役
- ブンナよ、木からおりてこい（1981年、青年座） - 語り手3、子がえる2 役
- ある馬の物語（英語版）（1982年、青年座） - ヴィーリハ 役
- 二つのダイヤモンド（1983年、青年座） - スー 役

### テレビアニメ
1979年
- ゼンダマン（イヴ、クレオパトラ）
- ザ☆ウルトラマン（1979年 - 1980年、ムツミ、アルファ・ケンタウリ第1惑星の王女）

1980年
- 銀河鉄道999（1980年 - 1981年、スージィ、本家アリババ）
- タイムパトロール隊オタスケマン（イザベル女王、クレオパトラ、楊貴妃）
- 燃えろアーサー 白馬の王子（アンナ）
- ルパン三世 (TV第2シリーズ)（小山田真希）

1981年
- 宇宙戦艦ヤマトIII（惑星生命体）※ノンクレジット

1982年
- うる星やつら（1982年 - 1985年、雨森露子、雪の少女、水乃小路飛鳥）
- さすがの猿飛（千秋〈初代〉）
- 戦闘メカ ザブングル（マリア・マリア〈初代〉）

1983年
- 銀河疾風サスライガー（ステファニア）
- スプーンおばさん（ルウリィ、デン）
- ぼくパタリロ!（八汐路まりこ）

1984年
- 機甲界ガリアン（住民B）
- ドラえもん（テレビ朝日版第1期）（1984年 - 2003年、キー坊、女神）
- 夢戦士ウイングマン（1984年 - 1985年、松岡）

1985年
- 小公女セーラ（セーラ・クルー）
- ダーティペア（マーガレット・タイナー）
- 忍者戦士飛影（ロミナ・ラドリオ）

1986年
- Oh!ファミリー（フィー・アンダーソン）
- オズの魔法使い（1986年 - 1987年、ドロシー）
- ゲゲゲの鬼太郎（第3作）（妖怪花）
- サンゴ礁伝説 青い海のエルフィ（エルフィ）
- 青春アニメ全集
  - 「伊豆の踊子」（薫）
  - 「春琴抄」（お琴）

- 生徒諸君!心に緑のネッカチーフを（北城真理子〈マアル〉）
- ドラゴンボール（人魚）
- 虹のかなたへ! 少女ダイアナ妃物語（ダイアナ）
- ハートカクテル（彼女）
- めぞん一刻（1986年 - 1988年、音無響子）

1987年
- エスパー魔美（和子）
- シティーハンター（氷室真希）

1988年
- 宇宙伝説ユリシーズ31（名古屋テレビ版）（ユミ）
- キテレツ大百科（1988年 - 1996年、木手美智子〈ママ〉、スーザン、花丸郁江、牛若丸、桜井芳江〈2代目〉 他）
- グリム名作劇場（エリナ姫）
- それいけ!アンパンマン（1988年 - 、しょくぱんまん、ハニー〈初代〉、オムライスくん〈初代〉、でかこ母さん 他）
- ミスター味っ子（ヨアヒム）

1989年
- 機動警察パトレイバー（藤井綾乃）
- ジャングル大帝（新）（エライザ、リョーナ）
- ピーターパンの冒険（ティンカー・ベル）
- 美味しんぼ（笠田みよ子）
- 天空戦記シュラト（ヴィシュヌ）
- 魔法使いサリー（平成版）（1989年 - 1991年、かすみ）

1990年
- NG騎士ラムネ&40（物部先生）
- キャッ党忍伝てやんでえ（ウサ局さま）
- それいけ!アンパンマン みなみの海をすくえ!（しょくぱんまん）
- 楽しいムーミン一家（1990年 - 1991年、フィヨンカ夫人、院長）
- ピグマリオ（精霊オリエ）

1991年
- おちゃめなふたご クレア学院物語（ヒラリー・ウエントワース）
- おにいさまへ…（朝霞れい）
- ゲンジ通信あげだま（平家やまぶき、九鬼キク）
- 楽しいムーミン一家 冒険日記（1991年 - 1992年、フィヨンカ夫人）
- レポーター・ブルース（トニー）

1992年
- お〜い!竜馬（坂本栄、千葉さな子、武市富）
- 風の中の少女 金髪のジェニー（シスター・コンラット）
- スーパービックリマン（甲機メカタートル〈初代〉）
- ツヨシしっかりしなさい（川上先生）
- 花の魔法使いマリーベル（ママベル）
- フランダースの犬 ぼくのパトラッシュ（イベット）
- ママは小学4年生（山口佐和子）
- みかん絵日記（草凪菊子）

1993年
- 海がきこえる（美香）※方言指導も担当
- ポコニャン!（若葉モモコ）

1994年
- 赤ずきんチャチャ（うらら園長、ランラン、シロネコ、ピー助、しいねの母）
- あそぼう!! ハローキティ（ママ）

1995年
- 鬼神童子ZENKI（蓮月）
- 空想科学世界ガリバーボーイ（リプリー）
- 爆れつハンター（ビッグ・マム）

1996年
- ネオ・ハイパー・キッズ（朗読）
- ハーメルンのバイオリン弾き（ホルン）
- 美少女戦士セーラームーンセーラースターズ（具志堅あかね）
- 水色時代（おばさん）
- るろうに剣心 -明治剣客浪漫譚-（関原妙、関原冴）

1997年
- 名探偵コナン（1997年 - 2025年、工藤有希子）
- 金田一少年の事件簿（紅亜理沙）
- 深海伝説MEREMANOID（ルースミラー、ナレーション）
- 吸血姫美夕（神魔艶儒）
- みすて♡ないでデイジー（らら子先生）

1998年
- EAT-MAN'98（ココ）
- サイレントメビウス（闇雲那奈）
- プリンセスナイン 如月女子高野球部（早川志乃）
- MASTERキートン（アンナ・ブラマー）

1999年
- GTO（太田千鶴）
- 週刊ストーリーランド「名奉行・文さん」（ナレーション）
- キティズパラダイス（ママ）

2000年
- 陽だまりの樹（芸者）

2001年
- あぃまぃみぃ!ストロベリー・エッグ（樟葉苳子）
- サイボーグ009 THE CYBORG SOLDIER（イシュキック）
- 遊☆戯☆王デュエルモンスターズ（イシズ・イシュタール、神官アイシス）

2002年
- 藍より青し（水無月妙子の母、妙子の祖母）
- キディ・グレイド（パドゥーシカ）
- 七人のナナ（鈴木みつ子）
- 満月をさがして（グレートマザー）

2003年
- あたしンち（ナレーション）
- AVENGER（ウェスタ）
- 京極夏彦 巷説百物語（お吉）
- 高橋留美子劇場（志摩聖子）
- 高橋留美子劇場 人魚の森（神無木登和）

2004年
- KURAU Phantom Memory（アイネ、クライネ）
- 鉄人28号（第4作）（敷島夫人）

2005年
- シュガシュガルーン（キャンディ・ミュー）
- SoltyRei（エイレネ）
- ツバサ・クロニクル（2005年 - 2006年、エメロード） - 2シリーズ
- ブラック・ジャック（永湖ソノ）
- BLEACH（志波都）
- 雪の女王〜THE SNOW QUEEN〜（川の精）

2006年
- きらりん☆レボリューション（月島うらら〈ルナ〉）
- xxxHOLiC（アジサイの声）

2007年
- 英國戀物語エマ 第二幕（オーレリア・ジョーンズ）
- 銀魂（2007年 - 2017年、沖田ミツバ） - 2シリーズ
- 桃華月憚（絶対宇宙）
- らき☆すた（泉かなた）

2008年
- かんなぎ（上森シゲ）
- 今日からマ王!（アラゾン）
- ポルフィの長い旅（アネーク）
- 戦争童話 キクちゃんとオオカミ（お母さん）
- のらみみ2（ミチルの母）
- 薬師寺涼子の怪奇事件簿（石動瑠璃子）

2009年
- 戦争童話 「青い瞳の女の子のお話」（村山秋子）
- 毎日かあさん（ナレーション）
- 地獄少女 三鼎（御景小夜子）

2010年
- クッキンアイドル アイ!マイ!まいん!（2010年 - 2011年、マザースプリング、おなご先生）

2011年
- 日常（ナレーション）
- フラクタル（モーラン）
- マイの魔法と家庭の日（立海ユキ）
- 輪るピングドラム（女神様）

2012年
- これはゾンビですか? オブ・ザ・デッド（妄想ユー）
- スマイルプリキュア!（ロイヤルクイーン）

2013年
- 石田とあさくら（木下）
- 戦勇。（アルバのお母さん） - 2シリーズ
- まおゆう魔王勇者（光の精霊）

2014年
- Wake Up, Girls!（島田真理）
- スペース☆ダンディ（図書館館長）
- 猫のダヤン（2014年 - 2017年、ダヤン、語り部） - 4シリーズ
- 鬼灯の冷徹（馬頭）
- 蟲師 続章（スミ）
- 六畳間の侵略者!?（???）

2016年
- ちょびっとづかん（カクレモモジリ、ナレーション）
- 名探偵コナン エピソード“ONE” 小さくなった名探偵（工藤有希子）

2017年
- ベルセルク（フローラ）
- カブキブ!（来栖彩子）
- 少女終末旅行（エリンギ）

2018年
- 3月のライオン（幸田 母）
- 色づく世界の明日から（月白琥珀〈60年後〉）

2020年
- 邪神ちゃんドロップキック'（管理人さん）

2021年
- ドラゴン、家を買う。（ヨルムンガンド）
- ゲッターロボ アーク（流りょう）
- のりものまん モービルランドのカークン（ブックル）

2022年
- インセクトランド（すずらんでんわ）
- 農民関連のスキルばっか上げてたら何故か強くなった。（善神）

2023年
- ちびゴジラの逆襲（ナレーション）
- 幻日のヨハネ -SUNSHINE in the MIRROR-（ナレーション）
- 薬屋のひとりごと（2023年 - 2025年、ナレーション） - 2シリーズ

2024年
- きのこいぬ（ほたるの祖母）

### 劇場アニメ
1979年
- がんばれ!!タブチくん!! ※島中須美と誤表記
- ルパン三世 カリオストロの城（クラリス）

1983年
- ユニコ 魔法の島へ（チェリー）

1984年
- 風の谷のナウシカ（ナウシカ）

1985年
- うる星やつら3 リメンバー・マイ・ラブ（ラーラ）

1986年
- うる星やつら4 ラム・ザ・フォーエバー（水乃小路飛鳥）

1987年
- あいつとララバイ 水曜日のシンデレラ（その子）

1988年
- となりのトトロ（かあさん）
- ぴーひょろ一家見参!（ヨギ）
- めぞん一刻 完結篇（音無響子）

1989年
- 宇宙皇子（なよ竹のかぐや姫）
- それいけ!アンパンマン キラキラ星の涙（しょくぱんまん）

1990年
- それいけ!アンパンマン ばいきんまんの逆襲（しょくぱんまん）

1991年
- それいけ!アンパンマン とべ! とべ! ちびごん（しょくぱんまん）
- それいけ!アンパンマン ドキンちゃんのドキドキカレンダー（しょくぱんまん）

1992年
- それいけ!アンパンマン つみき城のひみつ（しょくぱんまん）
- それいけ!アンパンマン アンパンマンとゆかいな仲間たち（しょくぱんまん）
- 楽しいムーミン一家 ムーミン谷の彗星（フィヨンカ）

1993年
- それいけ!アンパンマン 恐竜ノッシーの大冒険（しょくぱんまん）

1994年
- ウメ星デンカ 宇宙の果てからパンパロパン!（ママ）
- それいけ!アンパンマン リリカル☆マジカルまほうの学校（しょくぱんまん）
- それいけ!アンパンマン みんな集まれ! アンパンマンワールド（しょくぱんまん）

1995年
- KAZU&YASU ヒーロー誕生（三浦由子）
- それいけ!アンパンマン ゆうれい船をやっつけろ!!（しょくぱんまん）
- それいけ!アンパンマン アンパンマンとハッピーおたんじょう日（もくちゃんのお母さん）

1996年
- それいけ!アンパンマン 空とぶ絵本とガラスの靴（しょくぱんまん）
- それいけ!アンパンマン ばいきんまんと3ばいパンチ（しょくぱんまん）
- チョッちゃん物語（黒柳朝）

1997年
- キューティーハニーF（クレア）
- それいけ!アンパンマン 虹のピラミッド（しょくぱんまん）
- それいけ!アンパンマン ぼくらはヒーロー（しょくぱんまん）
- もののけ姫（トキ、エミシの少女A）

1998年
- それいけ!アンパンマン てのひらを太陽に（しょくぱんまん）

1999年
- それいけ!アンパンマン 勇気の花がひらくとき（しょくぱんまん）
- それいけ!アンパンマン アンパンマンとたのしい仲間たち（しょくぱんまん）

2000年
- それいけ!アンパンマン 人魚姫のなみだ（しょくぱんまん）

2001年
- それいけ!アンパンマン ゴミラの星（しょくぱんまん）
- ONE PIECE ねじまき島の冒険（町長夫人）

2002年
- それいけ!アンパンマン ロールとローラ うきぐも城のひみつ（しょくぱんまん）
- ぼのぼの クモモの木のこと（ポポくんのお母さん）
- 名探偵コナン ベイカー街の亡霊（アイリーン）

2003年
- それいけ!アンパンマン ルビーの願い（しょくぱんまん）

2004年
- それいけ!アンパンマン 夢猫の国のニャニイ（しょくぱんまん）

2005年
- それいけ!アンパンマン ハピーの大冒険（しょくぱんまん）
- それいけ!アンパンマン くろゆき姫とモテモテばいきんまん（しょくぱんまん）

2006年
- それいけ!アンパンマン いのちの星のドーリィ（しょくぱんまん）
- それいけ!アンパンマン コキンちゃんとあおいなみだ（しょくぱんまん）

2007年
- オシャレ魔女♥ラブandベリー しあわせのまほう（伝説のオシャレマスター）
- それいけ!アンパンマン シャボン玉のプルン（しょくぱんまん）
- それいけ!アンパンマン ホラーマンとホラ・ホラコ（しょくぱんまん）

2008年
- それいけ!アンパンマン 妖精リンリンのひみつ（しょくぱんまん）
- それいけ!アンパンマン ヒヤヒヤヒヤリコとばぶ・ばぶばいきんまん（しょくぱんまん）

2009年
- それいけ!アンパンマン だだんだんとふたごの星（しょくぱんまん）
- 仏陀再誕-The REBIRTH of BUDDHA（山田先生）

2010年
- 劇場版 銀魂 新訳紅桜篇（沖田ミツバ）
- それいけ!アンパンマン ブラックノーズと魔法の歌（しょくぱんまん）
- それいけ!アンパンマン はしれ!わくわくアンパンマングランプリ（しょくぱんまん）

2011年
- それいけ!アンパンマン すくえ! ココリンと奇跡の星（しょくぱんまん）
- 星を追う子ども（リサ）

2012年
- それいけ!アンパンマン よみがえれ バナナ島（しょくぱんまん）
- それいけ!アンパンマン リズムでてあそび!アンパンマンとふしぎなパラソル（しょくぱんまん）
- やなせたかしシアター ハルのふえ（ナレーション）

2013年
- それいけ!アンパンマン とばせ! 希望のハンカチ（しょくぱんまん）
- それいけ!アンパンマン みんなでてあそび アンパンマンといたずらオバケ（しょくぱんまん）

2014年
- 劇場版 Wake Up, Girls! 七人のアイドル（島田真理）
- それいけ!アンパンマン りんごぼうやとみんなの願い（しょくぱんまん）
- それいけ!アンパンマン たのしくてあそび ママになったコキンちゃん（しょくぱんまん）
- BUDDHA2 手塚治虫のブッダ -終わりなき旅-（ルリ王子の母）

2015年
- それいけ!アンパンマン ミージャと魔法のランプ（しょくぱんまん）
- それいけ!アンパンマン リズムでうたおう! アンパンマン夏まつり（しょくぱんまん）
- Wake Up, Girls!　続・劇場版前編 青春の影（島田真理）

2016年
- それいけ!アンパンマン おもちゃの星のナンダとルンダ（しょくぱんまん）

2017年
- それいけ!アンパンマン ブルブルの宝探し大冒険!（しょくぱんまん）

2018年
- AYESHA（ナレーション）
- それいけ!アンパンマン かがやけ!クルンといのちの星（しょくぱんまん）
- 劇場版 夏目友人帳 〜うつせみに結ぶ〜（津村容莉枝）
- 劇場版 はいからさんが通る 後編 〜花の東京大ロマン〜（青江母）

2019年
- ダヤンとジタン（ダヤン）
- 薄暮（小山聡子）
- それいけ!アンパンマン きらめけ!アイスの国のバニラ姫（しょくぱんまん）
- 天気の子（間宮夫人）

2021年
- それいけ!アンパンマン ふわふわフワリーと雲の国（しょくぱんまん）
- 竜とそばかすの姫（すずの母）
- ARIA The BENEDIZIONE（明日香・R・バッジオ）

2022年
- それいけ!アンパンマン ドロリンとバケ〜るカーニバル（しょくぱんまん）

2023年
- それいけ!アンパンマン ロボリィとぽかぽかプレゼント（しょくぱんまん）
- 北極百貨店のコンシェルジュさん（ワライフクロウ妻）
- 劇場版 ポールプリンセス!!（ヒナノのおばあちゃん）

2024年
- 名探偵コナン 100万ドルの五稜星（工藤有希子）
- それいけ!アンパンマン ばいきんまんとえほんのルルン（しょくぱんまん）

2025年
- ベルサイユのばら（ジャルジェ夫人）
- LUPIN THE IIIRD THE MOVIE 不死身の血族

### OVA
1985年
- うる星やつら 了子の9月のお茶会（水乃小路飛鳥）
- 戦え!!イクサー1（サー・バイオレット）
- ドリームハンター麗夢（高宮陽子、鏡子）

1986年
- ザ・超女（スー）
- 炎トリッパー（涼子、すず）

1987年
- ヘル・ターゲット（ティキ・カルマク）

1988年
- 沙羅曼蛇（パオラ）
- 現世守護神 ぴーひょろ一家（ヨギ）
- めぞん一刻 四季 移りゆく季節の中で（音無響子）

1989年
- 手天童子（白鳥美雪）
- プロジェクトA子 完結篇（母親）

1990年
- 聖ミカエラ学園漂流記（シスター弓子）
- 冒険!イクサー3（シスターグレイ）

1991年
- ここはグリーン・ウッド（蓮川すみれ）
- めぞん一刻番外編 一刻島ナンパ始末記（音無響子）
- 魍魎戦記MADARA（開耶）

1992年
- 愛物語 9 LOVE STORIES
- ジャイアントロボ THE ANIMATION -地球が静止する日（1992年 - 1998年、銀鈴、ダイジェスト・パートナレーション）
- 世界の光 親鸞聖人（吉光御前）
- ハード&ルーズ 〜私立探偵・土岐正造トラブル・ノート〜（邦子）

1993年
- ハローキティのアルプスの少女ハイジ（ママ）
- ハローキティのかぐや姫（ママ）
- ハローキティのしらゆきひめ（ママ）
- 魔物ハンター妖子3（柳姫）
- みかん絵日記 みかんアメリカへ行く!?（草凪菊子）

1994年
- 誕生 〜Debut〜（綾瀨未緒）
- 東京BABYLON2（柏木桐子）
- 素足のGinRei Episode.1 盗まれた戦闘チャイナを捜せ大作戦!!（銀鈴）
- ハローキティの小公女（ママ）
- 無責任艦長タイラー（ミランダ）
- ようちえん戦隊げんきっず（ともみ先生）

1995年
- 青い瞳の銀鈴 GinRei with blue eyes（銀鈴）
- 赤ずきんチャチャ（うらら園長、ピー助）
- 鉄腕GinRei Episode.2&3 禁断の果実を奪還せよ 極楽大作戦!!（銀鈴）

1996年
- 元祖爆れつハンター（ビッグ・マム）
- ファイアーエムブレム 紋章の謎（エリス）

1997年
- ジャングルDEいこう!（ロンゴ）

1998年
- 聖少女艦隊バージンフリート（海野潮風）

1999年
- 青山剛昌短編集 さまよえる赤い蝶（藤峰有希子）
- 青山剛昌短編集2 夜空に飛び立つ10個の惑星（工藤有希子）
- まんがビデオ 仮面ライダー（緑川ルリ子）

2001年
- 名探偵コナン ピラミッドからの挑戦状!（工藤有希子）

2003年
- かげろうかーくん（ナレーション）

2004年
- おジャ魔女どれみナ・イ・ショ（のぞみの母）

2008年
- 名探偵コナン MAGIC FILE2 工藤新一 謎の壁と黒ラブ事件（工藤有希子）
- 念仏物語 親鸞さま ねがい、そして ひかり。（恵信尼さま）
- やなせたかしメルヘン劇場 もりのヒーロー ハリーとマルタン（ゴロゴロせんせい / メープル姫）

2011年
- ブラック・ジャック FINAL（カン医師）

2016年
- 東方二次創作同人アニメ 秘封活動記録-月-（八意永琳）

2019年
- ゴールデンカムイ（シスター宮沢） - コミックス第17巻アニメDVD同梱版

### Webアニメ
- ドラゴンクエストX 冒険者たちのきせき（2017年、母[122]）
- ソードガイ The Animation（2018年、ケイ[123]）
- やさしいあくま（2018年、おばあちゃん、ナレーター[124]）
- 幻日のヨハネ -SUNSHINE in the MIRROR- 光景記（2022年 - 2023年、語り[125]）
- ポールプリンセス!!（2023年、ヒナノのおばあちゃん）
- カイリューとゆうびんやさん（2025年、ハナの祖母）

### ゲーム
1989年
- ヴァリスII（麻生優子）
- スーパーアルバトロス（加納綾子）

1990年
- ヴァリスIII（麻生優子）
- 迷宮のエルフィーネ（ミュウ）

1991年
- ヴァリスIV（麻生優子）
- XEXEX（イレーネ・ラ・ティアス）

1992年
- ドラゴンナイトII（ソフィア）
- BABEL（マティウ）
- 夢幻戦士ヴァリス（麻生優子）

1993年
- CALII（ジュリエット）
- 誕生 〜Debut〜（綾瀨未緒）

1994年
- アルナムの牙 獣族十二神徒伝説（清帝マリエーン皇女）
- バトルファンタジー（レピアー、ハリアー）
- モンスターメーカー 闇の竜騎士（ヴィシュナス）

1996年
- エターナルメロディ（ティナ・ハーヴェル）
- エンジェルグラフィティ 〜あなたへのプロフィール〜（イヴ）

1997年
- グランストリーム伝紀（精霊獣ルフィス）
- スパークリングフェザー（アクアマリン、パール）
- めぞん一刻 Windows95限定パッケージ（音無響子）
- ルパン三世 カリオストロの城 -再会-（クラリス）

1998年
- サクラ大戦2 〜君、死にたもうことなかれ〜（マルグリット・シャトーブリアン）
- ユーラシアエクスプレス殺人事件（近町佳恵）

1999年
- 聖少女艦隊バージンフリート（海野潮風、シャウシェン）
- ベルセルク 千年帝国の鷹篇 喪失花の章（アネット、シスターエリザ）

2000年
- スーパーロボット大戦α（銀鈴）

2001年
- 決戦II（荀彧）
- スーパーロボット大戦α for Dreamcast（銀鈴）

2002年
- スーパーロボット大戦IMPACT（ロミナ・ラドリオ）

2003年
- ルパン三世 海に消えた秘宝（リアナの母）

2004年
- オシャレ魔女♥ラブandベリー（伝説のオシャレマスター）
- ベルセルク 千年帝国の鷹篇 聖魔戦記の章（フローラ）

2005年
- 新紀幻想スペクトラルソウルズII（レイリア、ホルン）

2007年
- オトメディウス（オペレッタ、イレーネ、ゴーファー姉妹）
- ロストオデッセイ（リルム）

2008年
- ディシディア ファイナルファンタジー（コスモス神）
- らき☆すた 〜陵桜学園 桜藤祭〜（泉かなた）

2009年
- らき☆すた ネットアイドル・マイスター（泉かなた）

2010年
- アンパンマン にこにこパーティ（しょくぱんまん）
- うみねこのなく頃に 〜魔女と推理の輪舞曲〜（須磨寺霞）

2011年
- オトメディウス エクセレント!（オペレッタ）
- ディシディア デュオデシム ファイナルファンタジー（コスモス神）
- DUNAMIS15（倭一花）

2013年
- スーパーロボット大戦UX（ロミナ・ラドリオ）

2014年
- リング☆ドリーム 女子プロレス大戦（プリーステス聖光院）

2015年
- ポポロクロイス牧場物語（泉の妖精）
- ゆるかみ!（宮内いよか、遍路ふみ）

2016年
- ベルセルク無双（フローラ）

2017年
- ファンタシースターオンライン2（アリサ＝ランディール）

2018年
- うたわれるもの斬（DLC追加ナレーション）

2019年
- ファイアーエムブレム ヒーローズ（2019年 - 2024年、ナギ、エリス）

2020年
- 御城プロジェクト:RE〜CASTLE DEFENSE〜（アテナイ・アクロポリス）

2021年
- うみねこのなく頃に咲 〜猫箱と夢想の交響曲〜（須磨寺霞）
- ドラゴンクエストライバルズ（ロザリー）
- モンスターストライク（音無響子）

2022年
- タクティクスオウガ リボーン（オリビア・フォリナー）

2024年
- 箱庭開拓 ハムスターと太陽の里（はるか）

### 吹き替え

#### 担当女優
キャリー・フィッシャー
- ジェイ&サイレント・ボブ 帝国への逆襲（修道女）※ソフト版
- スター・ウォーズ・シリーズ（レイア・オーガナ）
  - スター・ウォーズ エピソード4/新たなる希望 ※日本テレビ1985年版
  - スター・ウォーズ エピソード5/帝国の逆襲 ※日本テレビ版
  - スター・ウォーズ エピソード6/ジェダイの帰還 ※日本テレビ版

ジョイ・ウォン
- 殺したい妻たちへ（チャイチェン）
- チャイニーズ・ゴースト・ストーリー シリーズ
  - チャイニーズ・ゴースト・ストーリー（シッ・シウシン）※ビデオ版
  - チャイニーズ・ゴースト・ストーリー2（チュン・チンフォン）
  - チャイニーズ・ゴースト・ストーリー3（シュ・チェ）

#### 映画
- 赤ちゃんに乾杯!（シルヴィア〈フィリピーヌ・ルロワ＝ボリュー〉）※フジテレビ版
- インフェルノ（サラ）※TBS版
- ウルフ（ローラ・アルデン〈ミシェル・ファイファー〉）※ソフト版
- F/X2 イリュージョンの逆転（キム・ブランドン〈レイチェル・ティコティン〉）※ビデオ版
- エンゼル・ハート（エピファニー・プラウドフード〈リサ・ボネット〉）※フジテレビ版
- 危険な関係（トゥールベル夫人〈ミシェル・ファイファー〉）
- グリーン・カード（ブロンディー・パリッシュ〈アンディ・マクダウェル〉）
- クリエイター（英語版）（バーバラ・スペンサー〈ヴァージニア・マドセン〉）
- クロウ/真・飛翔伝説（リリー〈エマニュエル・シュリーキー〉）
- コットンクラブ（ベラ・シセロ〈ダイアン・レイン〉）※TBS版
- 氷の微笑（キャサリン・トラメル〈シャロン・ストーン〉）※日本テレビ版
- サハラ（デイル〈ブルック・シールズ〉）
- シー・デビル（メアリー・フィッシャー〈メリル・ストリープ〉）※テレビ版
- シックス・センス（アンナ・クロウ〈オリヴィア・ウィリアムズ〉）※テレビ版
- ジャック・フロスト（ギャビー・フロスト〈ケリー・プレストン〉）
- 小公女（セーラ・クルー〈アメリア・シャンクリー〉）
- ジョニー・ハンサム（ドナ〈エリザベス・マクガヴァン〉）
- スチュアート・リトル2（マーガロ〈メラニー・グリフィス〉）
- ストーミー・マンディ（ケイト〈メラニー・グリフィス〉）
- スリーメン&ベビー（シルヴィア〈ナンシー・トラヴィス〉）※フジテレビ版
- 曹操暗殺 三国志外伝（霊雎〈リウ・イーフェイ〉）
- 遭難機771を救え!（エレン・パーキンス〈レベッカ・リグ〉）
- ターミナル・ベロシティ（クリス・モロー〈ナスターシャ・キンスキー〉）※DVD・ビデオ版
- たったひとつの愛（英語版）（ティナ〈パジェット・ブリュースター〉）
- D.N.A.II（クレア）
- デッドチェイス'90・地獄のハイウェイ（カルメン〈バリ・マーフィー〉）
- ナイスガイ（ダイアナ）※日本テレビ版
- ハー・オウン・ルールズ 母の祈り（女性実業家）
- 張り込みプラス（ジーナ〈ロージー・オドネル〉）※テレビ版
- ピノッキオ（青い妖精〈ニコレッタ・ブラスキ〉）
- ビンゴ!（チャッキー・デヴリン）
- フィッシャー・キング（リディア〈アマンダ・プラマー〉）
- ポーズ!おしゃべりパソコン犬危機一髪（エイミー）
- ポルターガイスト（キャロル・アン〈ヘザー・オルーク〉）※フジテレビ版
- ポルターガイスト2（キャロル・アン〈ヘザー・オルーク〉）
- マイアミ殺人事件（英語版）（クリス〈マリエル・ヘミングウェイ〉）
- マネキン（エミー〈キム・キャトラル〉）
- ミクロキッズ（メイ・トンプソン〈クリスティン・サザーランド〉）※フジテレビ版
- やかまし村の子どもたち（プリッタ）
- やかまし村の春・夏・秋・冬（プリッタ）
- ルパン（クラリス・ド・ドルー=スビーズ〈エヴァ・グリーン〉）
- ロビン・クックの死への恐怖
- 若草物語（エリザベス “ベス”・マーチ〈マーガレット・オブライエン〉）※NHK版

#### ドラマ
- アナザー・ライフ〜天国からの3日間〜（ソフィ・プライス / バーバラ・ナッシュ〈ジュリア・ダフィ〉）
- アボンリーへの道（エブリン・グリア）
- アリー my Love3（ホルト）
- ER緊急救命室シーズン9（ゴルダナ・ホーバット〈ニーナ・サブリッチ 〉）
- エレメンタリー4 ホームズ&ワトソン in NY（ゾーイ・メルカド〈ルナ・ヴェレス〉）
- シャーロック・ホームズの冒険
  - 「ボスコム渓谷の惨劇」（アリス・ターナー）
- 新アウターリミッツ（アンジェリーク）
- タイムマシーンにお願い（グローリア・コリンズ）
- バーナビー警部（サンドラ）
- ファン・ジニ（ヒョングム〈チョン・ミソン〉）
- ボーイ☆ミーツ☆ワールド（エイミー・マシューズ）
- ガール☆ミーツ☆ワールド（エイミー・マシューズ）
- ミス・マープル
  - カリブ海の秘密（モリー・ケンドル〈ソフィー・ワード〉）
- 名探偵ポワロ ※NHK版
  - 「4階の部屋」（ミルドレッド）
  - 「戦勝舞踏会事件」（デビッドソン夫人）
  - 「なぞの遺言書」（バイオレット）
  - 「ポワロのクリスマス」（ピラー・エストラバドス）
  - 「オリエント急行の殺人」（メアリー・デブナム〈ジェシカ・チャステイン〉）※デアゴスティーニ版
- 楊家将（瓊娥）
- レリックハンター〜秘宝を探せ（ローリー）※第2話

#### アニメ
- オギーとダディー（オギー）※VHS版
- スター・ウォーズ ドロイドの大冒険（ケイ・モール）※VHS版
- ティンカー・ベルシリーズ（ナレーション）
  - ティンカー・ベル
  - ティンカー・ベルと月の石
  - ティンカー・ベルと妖精の家
  - ティンカー・ベルと流れ星の伝説
- 長くつ下のピッピ（貴婦人）※1997年版
- マドレーヌとすてきな家族（ミス・クラベル）

### 人形劇
- あつまれ!じゃんけんぽん（先生）

### ラジオ
- アニメージュ40th memories connect hearts
- 島本須美の『おやすみの前に。』アニウムラジオにて放送（2021年8月現在にて12回放送）同ラジオ内にて、おまけ放送、アーカイブ放送。

ラジオドラマ
- 連続ラジオ小説 火の鳥 〜黎明編〜（1977年3月21日 - 28日、NHKラジオ第1）
- ドラマ 刀とムジ（1977年5月7日、NHK-FM）
- ドラマ 水の家（1977年9月17日、NHK-FM）
- ラジオ劇場　恋に朽ちなむ（1978年12月16日、NHK-FM）
- FMシアター（NHK-FM）
  - 夏が来れば思い出す（1986年8月16日、原作：早坂暁） - 斉藤S子 役[131]
  - 不思議の国のヒロコの不思議（1987年1月17日、原作：谷山浩子） - アンテ 役
  - ポポイ（1987年7月4日、原作：倉橋由美子） - 舞 役
  - 安全地帯（1988年2月6日）
  - 幸福の恥ずかしさ（1990年6月3日）
  - アンジェリーナ 〜 佐野元春と三つの短編　第3話「また明日 〜 銀のピアス」（1993年10月23日）[132]
- アドベンチャーロード ブルータスは死なず（1989年7月24日 - 28日、NHK-FM） - 坂上田鶴子 役
- 特集・交響詩劇　木と水への記憶〜言葉と音のための詩劇（1991年2月11日、NHK-FM）[133]
- 特集サラウンドシアター いのちの木の方へ（1994年3月14日、NHK-FM）
- 特集ドラマ 藏（1994年6月6日 - 10日、原作：宮尾登美子、NHKラジオ第1） - 烈 役
- ドラマスペシャル ソフィーの世界　前編・後編（1996年1月14日・15日、原作：ヨースタイン・ゴルデル、NHK-FM） - ソフィー 役[134]
- 青春アドベンチャー（NHK-FM）
  - 小惑星美術館（2000年2月14日 - 25日、原作：寮美千子） - ナレーション 担当[135]
  - 女王の百年密室（2003年2月17日 - 28日、原作：森博嗣） - デボウ・スホ女王 役[136]
  - 迷宮百年の睡魔（2005年7月18日 - 29日、原作：森博嗣） - メグツシュカ・スホ女王 / デボウ・スホ女王 役[137]

### ドラマCD
- 愛の戦士ヘッドロココ（ワンダーマリア）
- AMOUR〜アムール
- おたくの娘さん（麻生妙子）
- 風の贈り物
- 銀河鉄道の夜（ジョバンニの母）
- 恋するKI・MO・CHI（音無響子）
- 黄龍の耳（琴子）
- CDドラマコレクションズ 三國志（小喬）
- 少年魔法士-破幻の眼-（アンヌ）
- 聖少女艦隊バージンフリート（海野潮風）
  - 聖少女艦隊バージンフリート ソングス&サウンドトラックス（海野潮風）
- ZONE-00 劇-I section CHERRY（花房）
  - ZONE-00 劇-II section KNIGHT（花房）
- 戦え!ブラザーソルジャー（ディフォルメ星女王）
- 誕生 〜Debut〜（綾瀬未緒）
- 電車男（エルメス）
- とうきょうデンキ KIRAKIRA合唱団 THE TV SHOW
- 20面相におねがい!! 恋ほど素敵なミュージカルはない（大川誠心）
- ハーメルンのバイオリン弾き（ホルン）
- 「方言恋愛」第1巻「愛知県」「高知県」（弘瀬有壱の母）
- らき☆すたRe-Mix002〜『ラキスタノキワミ、アッー』【してやんよ】〜（泉かなた）
- ラジオマガジン VOL.3（DJ 二又一成&島本須美）

### 音楽CD
- 19（ジューク）のアルバム『音楽』に参加（『スピーカーの前の君へ』の語り部分）
- ジブリ In The Mix（i-steal Feat. 島本須美）
- それいけ!アンパンマン ベストヒット（しょくぱんまん）
- らき☆すたRe-Mix002〜『ラキスタノキワミ、アッー』【してやんよ】〜（泉かなた）
- らき☆すた キャラクターソング Vol.011 かなたとそうじろう

### テレビ番組
- トリビアの泉 〜素晴らしきムダ知識〜 〜君の心に“へぇ”はあるかSP （2006年9月27日、副音声ナレーター。キャラクターはナウシカ）
- 地球感動配達人 走れ!ポストマン（2008年19日 - 2009年9月20日、毎日放送）ナレーション
- お願い!ランキング（2011年10月13・20日、テレビ朝日）「雄二のぶっちゃけ部屋」- 三ツ矢雄二と日髙のり子がホストとなり、人気声優を招いて、普段は絶対に言えない声優業界の裏話をするコーナーの第1回（2週に分けて放送）ゲストとして肝付兼太と出演。
- ニコニコ映画実況（2012年5月11日、ニコニコ生放送） 〜風の谷のナウシカ〜 島本須美と一緒にジブリ作品を見よう<テレビ実況生放送>
- Rの法則「声優対決〜秋の陣〜」（2012年10月8日、NHK Eテレ）語り / スタジオゲスト[138]
- 哲子の部屋（2012年8月28日 / 2013年8月20日 / 2014年8月17・24日 / 2015年5月21・28日、NHK Eテレ）語り
- ケンボー先生と山田先生〜辞書に人生を捧げた二人の男〜（2013年4月29日、NHK BSプレミアム）語り
- クイズプレゼンバラエティー Qさま!!（2015年5月11日、テレビ朝日）らせん階段クイズでの問題の読み上げを担当
- 探検バクモン（2016年度より、NHK総合）パンダラの声、2018年7月11日放送分では本人出演
- 土曜スペシャル「どうしても入りたい!にっぽん“雪見の名湯”BEST10」（2017年2月25日、テレビ東京）ナレーション
- 幕末探訪（2017年4月15日 - 9月23日、テレビ朝日）ナレーション
- 和風総本家→二代目 和風総本家（2017年8月24日放送分より、テレビ大阪）ナレーション
- 1周回って知らない話（2018年5月9日、日本テレビ）
- 行列のできる法律相談所（2018年5月13日、日本テレビ）
- あさチャン! 特集コーナー「あさチョク!」（2018年11月5日、TBS）しょくぱんまんの声でナレーション担当
- ノルノルミシル!（2021年11月26日 - 、NHK総合〈四国〉）ナレーション
- 声優パーク建設計画VR部（2022年1月10日・23日、テレビ朝日）
- 踊る!さんま御殿!!（2022年7月26日、日本テレビ）
- 京都浪漫 悠久の物語（2022年10月放送分より、KBS京都 / BS11）語り（2代目）

### CM
- ナショナル住宅パナホーム（音無響子）
- 講談社 テレビマガジン

### その他コンテンツ
- アルファニッシュ東京ミッド なつみ'S Eye（川原なつみ）
- オープンスカイ2.0（音声解説）
- もののけ姫 in U.S.A.（ナレーション）
- OH!くんのOH!きな世界（お話、オードリー）
- らき☆すた in 武道館 あなたのためだから
- グラディウス・ザ・スロット（ミネルヴァ）
- 声優のホンネ 島本須美×三ツ矢雄二（2020年11月7日、ファミリー劇場〈YouTube配信、動画配信、テレビ放送〉）※トーク番組。三ツ矢雄二と出演[139]

## 作品

### 音無響子名義
| タイトル                   | 発売日        | 品番                         |
| -------------------------- | ------------- | ---------------------------- |
| 予感（C/W 夢の入口へ…）    | 1986年9月25日 | 7DS0124                      |
| メロディー（C/W ときめき） | 1987年7月25日 | 7DS0148                      |
| 恋するKI・MO・CHI          | 1987年9月25日 | 25MS-0139(LP) H20K-20088(CD) |

### アルバム
| タイトル                                   | 発売日        | 品番       |
| ------------------------------------------ | ------------- | ---------- |
| 世界名作劇場 小公女セーラ                  | 1985年        |            |
| 世界名作劇場 メモリアル音楽館 小公女セーラ | 2005年5月25日 | B0008JH3OE |
| 島本須美 sings ジブリ                      | 2009年8月26日 | WPCL-10739 |
| ジブリ IN THE MIX                          | 2009年12月4日 | FARM-0206  |
| sing her LEGENDS                           | 2010年2月24日 | VICL-63536 |

### シリーズ一覧
1. ↑  第1期（2005年）、第2期（2006年）
2. ↑  第1期（2007年）、第4期『銀魂.』（2017年）
3. ↑  第1期（2013年）、第2期（2013年）
4. ↑  第1期（2014年 - 2015年）、第2期『日本へ行く』（2015年）、第3期『ふしぎ劇場』（2016年）、第4期（2017年）
5. ↑  第1期（2023年 - 2024年）、第2期（2025年）